# Deagu de Jos
Deagu de Josⓘ – wieś w Rumunii, w okręgu Ardżesz, w gminie Recea. W 2011 roku liczyła 344 mieszkańców.